# Part petrosa del temporal

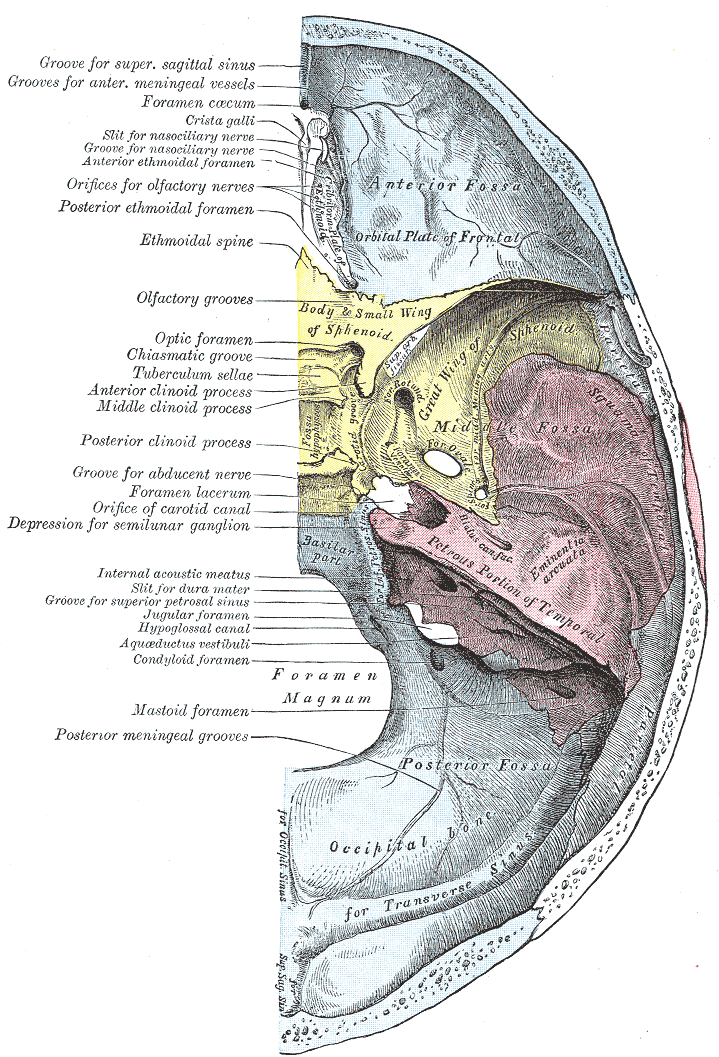
Base de el crani. Es pot observar el part petrosa del temporal etiquetat com a Petrous Portion of Temporal

En anatomia humana, rep el nom de part petrosa del temporal, os petrós o penyal de l'os temporal, una de les porcions de l'os temporal del crani. Té forma de piràmide i presenta quatre cares, dues d'elles endocranials i dues extracranials. En les seves proximitats es localitzen diversos forats de la base del crani, davant es troba el forat anterior, el forat oval i el forat rodó menor; darrere hi ha el forat esquinçat posterior. En l'os petrós hi ha diverses cavitats òssies disposades en el seu eix longitudinal i transversal, entre elles les que contenen el conducte auditiu extern, l'orella mitjana i orella interna, el conducte auditiu intern i el conducte carotidi pel qual transcorre l'artèria caròtida interna. El part petrosa del temporal és susceptible de patir fractures òssies que poden estar provocades per un mecanisme directe o indirecte; aquestes últimes són les més freqüents. Les fractures de la part petrosa del temporal poden deixar seqüeles importants, entre elles paràlisi facial i pèrdua d'audició.